# Xenopholis scalaris
Xenopholis scalaris е вид змия от семейство Смокообразни (Colubridae). Видът не е застрашен от изчезване.

## Разпространение
Разпространен е в Боливия, Бразилия, Еквадор, Колумбия, Перу, Суринам и Френска Гвиана.